# Chrysobothris costifrons
Chrysobothris costifrons es una especie de escarabajo del género Chrysobothris, familia Buprestidae. Fue descrita científicamente por Waterhouse en 1887.
Se encuentra en América del Norte y Central.

## Subespecies
- Chrysobothris costifrons baja Westcott, 1983
- Chrysobothris costifrons costifrons Waterhouse, 1887
- Chrysobothris costifrons rubiterga Westcott, 1983